# Anisoceras
Anisoceras – rodzaj głowonogów z podgromady amonitów.
Żył w okresie kredy (alb - turon).